# Раселвил (Индијана)
Раселвил (енгл. Russellville) град је у америчкој савезној држави Индијана.

## Демографија
По попису из 2010. године број становника је 358, што је 18 (5,3%) становника више него 2000. године.
| Група             | 2000.       | 2010.       |
| Белци             | 327 (96,2%) | 348 (97,2%) |
| Афроамериканци    | 0 (0,0%)    | 0 (0,0%)    |
| Азијати           | 2 (0,6%)    | 0 (0,0%)    |
| Хиспаноамериканци | 5 (1,5%)    | 1 (0,3%)    |
| Укупно            | 340         | 358         |